# Melapia
Melapia là một chi bướm đêm thuộc họ Noctuidae.